# Philippe de Rohan-Chabot
Philippe-Ferdinand-Auguste de Rohan-Chabot (1815-1875), comte de Jarnac, est un militaire et diplomate français.

## Généalogie
Il est le fils du général Louis-Charles-Guillaume de Rohan-Chabot, comte de Jarnac, et de son épouse Lady Isabelle Charlotte FitzGerald, fille du 2e duc de Leinster, qui sera première dame d’honneur de la reine Marie-Amélie, et le petit-fils de Charles Rosalie de Rohan-Chabot, comte de Jarnac.
Il épouse en 1844 Geraldine, sa cousine germaine, fille du 3e baron Foley avec qui il n’aura pas d’enfants.

## Commissaire du roi
En 1840, à 25 ans, alors attaché d'ambassade à Londres, il accompagne François d'Orléans, prince de Joinville, fils de Louis-Philippe, capitaine de vaisseau commandant la frégate La Belle Poule à Sainte-Hélène, pour aller chercher les "cendres" de Napoléon Ier.
Louis-Philippe ne voulant pas que son fils soit obligé de descendre en terre anglaise, lui a donné pour mission, avec le titre de "Commissaire du Roi", d’assister à l’exhumation et de signer en son nom le procès-verbal de remise du corps de l'empereur à la France.
Nommé en 1846 ministre plénipotentiaire à Londres, il négocie avec le gouvernement britannique le règlement de l'affaire Pritchard, et signe au nom du Roi le 19 juin 1847 avec le ministre des affaires étrangères britannique Lord Palmerston une convention reconnaissant l'indépendance des îles Sous-le-Vent en Polynésie, qui reste en vigueur jusqu'en 1887.
Nommé en 1871 ambassadeur de France au Royaume-Uni, il meurt le 22 mars 1875, la même année que son père, au château de La Grange-Bléneau, commune de Courpalay, en Seine-et-Marne.
Le comte Philippe est le dernier descendant mâle des comtes de Jarnac.

## Distinctions honorifiques
- Grand officier de la Légion d'honneur
- Hon. GCB
- Chevalier de l'ordre souverain  de Malte